# Ligamentum palpebrale laterale

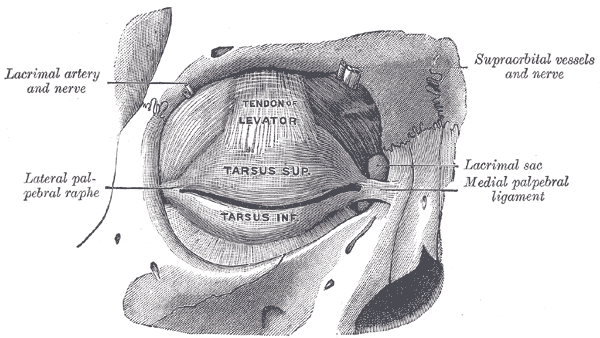
Lidknorpel und Lidbänder

Das Ligamentum palpebrale laterale (seitliches Lidband) ist ein Band im Bereich der Augenhöhle. Das seitliche Lidband liegt hinter dem Septum orbitale und der Sehne des Musculus levator palpebrae superioris. Es entspringt am Lidgerüst (Tarsus palpebrae) und setzt am Tuberculum orbitale des Jochbeins an. Es ist schwächer als das innere Lidband.